# Facel-Vega HK 500
Facel Vega HK 500 — автомобиль производства французской фирмы Facel-Vega, основателем которой является Жан Данилос. Модель HK-500 позиционировалась на рынке в качестве автомобиля представительского класса. С 1957 года автомобиль оснащали, новейшим на то время, двигателем 360-сильным V-8 c двумя четырехдиффузорными карбюраторами от Chrysler 300C в сборе с трёхступенчатым «автоматом» Torque Flite. Повышение отдачи силового агрегата повлекло за собой необходимость пересмотра тормозной системы. Прежние тормоза Lockheed-Bendix AluFin, невзирая на 11-дюймовый диаметр барабанов, сочли недостаточными и в марте 1958 года заменили дисковыми Dunlop. Автомобиль также имел гидроусилитель руля английской фирмы Hydrosteer.
Внешне автомобиль практически не изменился по сравнению с предыдущими моделями. Переделывая раму, HK-500 нарастили колёсную базу, — до 2,66 м. Модное в то время «панорамное» ветровое стекло взамен обычного гнутого начали ставить еще в 1956 году. Пожалуй, самым значимым новшеством, характерным именно для модели HK-500, были сдвоенные фары головного света, располагавшиеся вертикально — одна над другой.
Внутренняя отделка вполне соответствовала заявленному статусу, сиденья — обтягивались натуральной кожей от Connolly (этот же поставщик снабжал таких эксклюзивных производителей, как Bentley, Rolls-Royce).